# Counani

Vlajka

Counani nebo Republika nezávislé Guyany (La République indépendante de Guyane) byl mezinárodně neuznaný stát na území mezi řekami Amazonka a Oyapock. Hlavním městem bylo Counani. Stát vyhlásil v roce 1886 pařížský novinář Jules Gros a jeho cílem bylo podpořit francouzský nárok na sporné území na levém břehu Amazonky, kde byla nalezena ložiska zlata. Gros jako hlava státu ovšem kontroloval pouze hlavní město s okolím, zbytek území tvořil prales. V roce 1900 rozhodla švýcarská arbitráž, že území Counani je součástí Brazílie.